# Nome civil
Nome civil é como se denomina, no Direito, ao nome atribuído à pessoa física, considerado um dos direitos fundamentais de um ser humano, desde seu nascimento, e que integra o indivíduo durante toda a sua existência e, mesmo após sua morte, continua a identificá-lo. É um sinal exterior pelo qual muitas vezes se individualiza e reconhece a pessoa no seio da família e da sociedade. É composto de prenome, sobrenome (ou nome de família) e, em casos excepcionais, do apelido ou pseudônimo.

## Funções do nome
O nome do indivíduo tem as funções de particularização ou individualização - pela qual apenas aquela pessoa possa ser reconhecida com aquele nome; e de identificação - onde o nome tem uma atribuição social que permite identificar, por um nome e um sobrenome, o indivíduo que o possui.

## Nome nas pessoas coletivas
O nome nas pessoas colectivas fica definido na mesma ata a escritura da constituição, assim nas sociedades civis e comerciais, o nome se chama razão social e nas sociedades anônimas denominação de giro.

## Garantias
O nome civil presume-se constituído para toda a vida do indivíduo e, após ela, como registro de sua existência. Por sua importância primordial, é objeto de várias garantias, como: imprescritibilidade, inalienabilidade, inestimabilidade, intransmissibilidade e, finalmente, a irrenunciabilidade

### Imprescritibilidade
O direito ao nome e o direito de exercer sua defesa não decaem com o tempo. Ao contrário de outros direitos que, uma vez não exercidos tempestivamente, deixam de poder ser reclamados, o nome permanece ao infinito.

### Inalienabilidade e inestimabilidade
O nome não pode ser objeto de negócio; ninguém pode dispor de seu nome para transferi-lo ou retirá-lo, mediante pagamento. O nome de alguém não se vende.
Por outro lado, o valor do nome civil é inestimável - ou seja - é impossível atribuir-se um valor, ao contrário do que ocorre com as marcas.

### Intransmissibilidade e irrenunciabilidade
Por intransmissibilidade do nome não se entende o direito de atribuir a descendente sobrenome ou mesmo a homonímia com diferenciais (ex: Fulano de Tal Filho; Júnior; Neto; etc.), mas o direito de usar aquele nome que não se transmite.
Irrenunciabilidade do nome significa que ninguém pode renunciar o próprio nome.

## Direito ao nome
O direito ao nome é um Direito de Personalidade, sendo assim, é absoluto, indisponível, exclusivo, imprescritível e obrigatório segundo o art. 50 da Lei nº 6.015/73 - A lei dos registros. E ainda, segundo o art. 16 do Código Civil Brasileiro de 2002, "Toda pessoa tem direito ao nome, nele compreendidos o prenome e o sobrenome".
O direito a ter um nome difere dos direitos assegurados na proteção deste. As declarações internacionais trazem como um direito fundamental de toda criança - ao lado da nacionalidade, também o de ter um nome.

## Mudança de nome civil

### Brasil
De acordo com o artigo 56 da Lei nº 14.382, de 27 de junho de 2022, qualquer pessoa registrada, após atingir a maioridade civil, pode solicitar no cartório de registro civil a alteração do prenome civil, pessoalmente e imotivadamente, e independentemente de decisão judicial. A alteração imotivada do prenome pode ser feita diretamente no ofício de registro civil apenas uma vez, e a desconstituição dependerá da sentença judicial.
Após a alteração do prenome no cartório, o oficial de registro civil comunicará a alteração aos órgãos emissores de documentos de identidade, Cadastro de Pessoas Físicas (CPF), passaporte e ao Tribunal Superior Eleitoral. A averbação da alteração do prenome será publicada por meio eletrônico, constando o prenome anterior e números de documentos de identidade, inscrição no CPF, título de eleitor e passaporte. Se suspeito de fraude, má-fé, vício de vontade, ou simulação, o oficial de registro civil rejeitará a alteração do prenome.
A pessoa também pode requerer pessoalmente a alteração do sobrenome, para incluir sobrenomes da família; incluir ou excluir sobrenomes do cônjuge, no casamento; excluir o sobrenome do ex-cônjuge após a dissolução da sociedade conjugal; inclusão ou exclusão de sobrenomes após alteração na filiação.

#### Nome social
No Brasil, nome social se refere ao nome próprio, ou nome composto pelo qual pessoas transgênero, transexuais e travestis geralmente desejam ser chamadas, em contraste com o nome oficialmente registrado ao nascimento, que muitas vezes não reflete sua identidade de gênero, embora pessoas cisgênero também possam ter nome social, o nome social é destinado ao público transexual e transgênero a fim de lhes assegurar e garantir o princípio da dignidade da pessoa humana. 

### Portugal
Em 2013 mudaram o nome 661 pessoas, em 2012 foram 881 e em 2011 chegou-se aos 856 casos.